# Klamath County
Klamath County är ett administrativt område i delstaten Oregon, USA. År 2010 hade countyt 66 380 invånare. Den administrativa huvudorten (county seat) är Klamath Falls. 
Del av Crater Lake nationalpark ligger i countyt. 

## Geografi
Enligt United States Census Bureau har countyt en total area på 15 892 km². 15 395 km² av den arean är land och 497 km² är vatten. 

### Angränsande countyn
- Jackson County, Oregon - väst
- Douglas County, Oregon - nordväst
- Lane County, Oregon - nordväst
- Deschutes County, Oregon - nord
- Lake County, Oregon - öst
- Siskiyou County, Kalifornien - syd
- Modoc County, Kalifornien - syd